# Rockstar Toronto
A Rockstar Games Toronto ULC é uma equipe de desenvolvimento de jogos interno para Rockstar Games e Take-Two Interactive, localizada na 586 Argus Road, em Oakville, Ontário, Canadá, uma cidade localizada a aproximadamente 35 km a oeste de Toronto. A empresa foi renomeada Rockstar Toronto em 2002, depois a Rockstar Games comprou baseados em Vancouver, Barking Dog Studios e a renomeou para Rockstar Vancouver.
Embora inicialmente com foco no desenvolvimento de novos títulos como The Warriors, nos últimos anos a Rockstar Toronto assumiu a responsabilidade de portar títulos Rockstar para o console Wii e PC. Seu projeto mais recente foi de co-desenvolvimento de uma versão PC de Grand Theft Auto: Episodes from Liberty City com a Rockstar North, que foi lançado em 13 de abril de 2010.
Em 9 de julho de 2012, a Rockstar anunciou que vai expandir o estúdio durante os próximos seis meses. A expansão vai passar no estúdio para uma nova instalação em Oakville e criar 50 novos postos de trabalho. O plano de expansão inclui também fechar o estúdio da Rockstar Vancouver e fundir os 35 desenvolvedores com a equipe de Toronto. O movimento está sendo apoiado financeiramente pelo Governo de Ontário.

## Rockstar Toronto na mídia
Rockstar Games já apareceu várias vezes nos meios de comunicação que vão desde revistas de jogos, sites e programas de televisão. Rockstar Toronto ganhou mais cobertura de mídia para o seu desenvolvimento do jogo The Warriors, baseado no cult clássico americano dos anos 70 do filme do mesmo nome. O jogo The Warriors recebeu críticas positivas e fez cerca de 37 milhões dólares em todo o mundo. Uma ação foi movida por Roger Hill (que interpretou Cyrus no filme The Warriors) contra a empresa por retratar-lo no jogo sem a sua permissão. As alegações eram infundadas e a empresa, de fato, têm o direito de usar Hill no jogo.

## Colaborações
Rockstar Toronto colabora com muitos de seus companheiros dos estúdios da Rockstar ao redor do mundo. Rockstar Toronto desenvolveu jogos para cada console de jogos e trabalhou em empresas populares, como Microsoft, Sony e Nintendo. Rockstar Toronto colaborou com a Bungie (famoso desenvolvedor de jogos pelo seu título de Halo) à porta Oni para PlayStation 2 em 2001, com a Remedy Entertainment em Max Payne para trazê-lo para PlayStation 2 em 2001, com a Rockstar London para trazer Manhunt 2 para o Wii em 2007, com a Rockstar Vancouver e a Rockstar New England para trazer Bully: Scholarship Edition para o Wii em 2008 e com a Rockstar North para trazer Grand Theft Auto IV e seus episódios mais tarde para o PC em 2008 e 2010. Rockstar Toronto também trabalha diariamente com outros estúdios Rockstar em vários outros títulos desenvolvidos pela Rockstar. Rockstar Toronto recentemente colaborou com outros estúdios Rockstar para o recente jogo Max Payne 3.

## Lançamentos
| Título                                       | Data de lançamento     | Plataformas                                | Colaboração                                               |
| -------------------------------------------- | ---------------------- | ------------------------------------------ | --------------------------------------------------------- |
| Grand Theft Auto: London, 1969               | 30 de abril de 1999    | PC, PlayStation                            | DMA Design, Tarantula Studios                             |
| Oni                                          | 29 de janeiro de 2001  | PlayStation 2                              | Bungie                                                    |
| Max Payne                                    | 23 de julho de 2001    | PlayStation 2                              | Remedy Entertainment                                      |
| Max Payne 2: The Fall of Max Payne           | 3 de dezembro de 2003  | PlayStation 2                              | Remedy Entertainment, Rockstar Vienna                     |
| The Warriors                                 | 17 de outubro de 2005  | PlayStation 2, PlayStation Portable, Xbox  | Rockstar Leeds                                            |
| Manhunt 2                                    | 29 de outubro de 2007  | Wii                                        | Rockstar London, Rockstar Vienna                          |
| Bully: Scholarship Edition                   | 4 de março de 2008     | Wii                                        | Rockstar Vancouver, Rockstar New England                  |
| Grand Theft Auto IV                          | 2 de dezembro de 2008  | Microsoft Windows                          | Rockstar North                                            |
| Grand Theft Auto: Episodes from Liberty City | 13 de abril de 2010    | Microsoft Windows                          | Rockstar North                                            |
| Max Payne 3                                  | 15 de maio de 2012     | PlayStation 3, Xbox 360, Microsoft Windows | Rockstar Vancouver, Rockstar New England, Rockstar London |
| Grand Theft Auto V                           | 17 de setembro de 2013 | PlayStation 3, Xbox 360                    | Rockstar North                                            |